# سیارک ۱۰۳۰

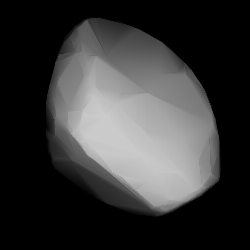
مدل سه‌بُعدی سیارک ۱۰۳۰ بر طبق منحنی نور آن

سیارک ۱۰۳۰ (به انگلیسی: 1030 Vitja، نامگذاری:1924RQ) هزار و سیمین سیارک کشف شده‌است که در ۲۵ مه ۱۹۲۴ و در رصدخانه سایمیز کشف شد.
قدر مطلق سیارک برابر ۱۰٫۳۰ است.